# Мартингал (збруя)

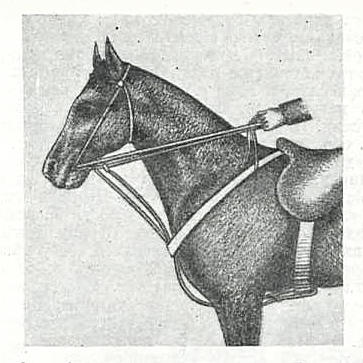
Рисунок з статті «Мартингал» («Військова енциклопедія Ситіна»)

Мартинга́л (від фр. martingale, можливо від старопрованс. martegalo — «жителька Мартіга», або від ісп. almartaga) — елемент кінської збруї, який являє собою короткий ремінь шириною близько трьох сантиметрів, має один кінець з петлею і пряжкою, а другий — роздвоєний на два ремені, до кінців яких пришиваються спеціальні кільця. Мартингал петлею надівається на передню попругу і проходить між передніми ногами коня з грудей до поводів, які продіваються через кільця мартингала. Є допоміжним засобом для правильного тримання при їзді голови і шиї коня, а також для пом'якшення різких рухів поводів.
При їзді на мундштуці (залізні вудила з підйомною розпіркою біля піднебіння, застосовувані для полегшення управління конем) через кільця продіваються трензельні поводи, а при їзді на вуздечці в 4 поводи — нижні поводи.
Пряжка на кінці, біля петлі служить для регулювання довжини мартингала. Мартингал перешкоджає коневі підкидати і задирати голову і сприяє здавати в потилиці.
Мартингал припасовують так, щоб кільця доходили до середини довжини шиї коня. При коротко припасованому мартингалі стісняється свобода руху шиї і голови коня, і відповідно управління поводами; занадто довгий мартингал не досягає свого призначення.
Мартингал використовується при виїздці, головним чином, при польовій їзді, на кінських полюваннях і на скачках.